# Илона Танер
Илона Танер (на унгарски: Tanner Ilona) е унгарска поетеса и писателка. Съпруга е на видния писател Михай Бабич. Пише под псевдонима Софи Тьорьок (на унгарски: Török Sophie).

## Биография и творчество
Илона Танер е родена на 10 декември 1895 г. в Будапеща, Кралство Унгария, в католическото семейство на Бела Танер, бивш свещеник, после търговски счетоводител.
След завършване на средното си образование работи като машинописка и чиновничка в адвокатска кантора и в Министерството на външните работи. На 15 януари 1921 г. се жени за писателя Михай Бабич. Заради направен аборт преди брака е бездетна и през 1928 г. осиновяват тайно бебето на брат му – Илдико Бабич. Отношенията между майка и дъщеря са трудни и преди смъртта си Илона я лишава от наследство.
Пише стихове от 17-годишна. Първите ѝ стихотворения са публикувани в списанията „Седмицата“ и „Нови времена“, а след брака ѝ в редактираното от съпруга ѝ списание „Запад“, където също публикува разкази и литературна критика.
Първата ѝ книга, стихосбирката „Жена в креслото“ (Asszony a karosszékben), е издадена през 1929 г. През 1935 г. е издаден романът ѝ „Асистентът на Г-н Хинц“ (Hintz tanársegéd úr), история за брака, майчинството и отминаването на младостта.
В стиховете си тя изрича болките на разкъсваща се, бореща се женска душа. Неговите свободни стихове излъчват представа за себепознаването – от дълбоко самопрезрение до безкритично себелюбие. Нейната проза показва многостранна, чувствителна рисунка на съвременната женска душа. За творчеството си получава наградата „Баумгартен“ през 1946 г.
Илона Танер умира на 28 януари 1955 г. в Будапеща.

## Произведения

### Поезия
- Asszony a karosszékben (1929)[4][3]
- Értem és helyetted (1940)
- Sirató (1948)[1]

### Романи
- Hintz tanársegéd úr (1935)[3]

### Сборници
- Boldog asszonyok (1933) – разкази[3]